# Gesto

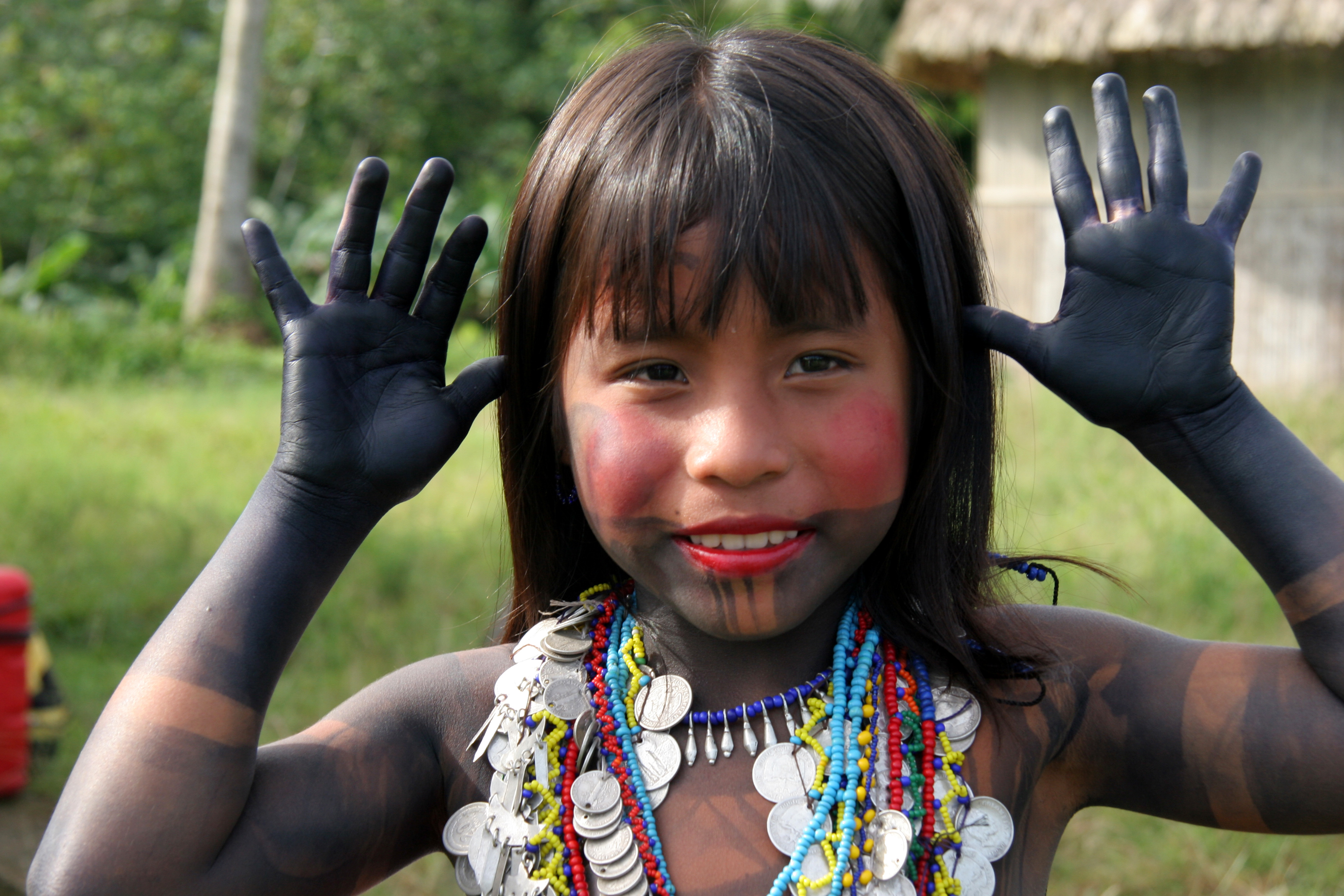
Panamské děvče

Gesto, posunek (z lat. gerere, jednat, konat) představuje pohyb určité části těla mluvčího, zejména rukou nebo hlavy, jímž dotyčný něco vyjadřuje. Gestika patří pod kineziku, která  zahrnuje veškerý výrazový potenciál pohybů těla v sociální interakci. Gesta jsou spolu s výrazovým potenciálem obličeje, mimikou, hlavními prostředky neverbální komunikace u živočichů i člověka. U člověka gesta často doprovázejí promluvu a tvoří gestikulaci, profesně relevantní zejména u herců, řečníků a politiků. Pevně stanovená gesta jsou součástí náboženských obřadů a liturgie. 

## Gesto v mezilidském styku
Gesta jsou starší formou komunikace než řeč a přes obrovský pokrok v možnostech verbální komunikace stále mají vysokou relevanci. 
Gesto většinou obrazně naznačuje to, co by šlo vyjádřit slovy, ale přece jen je srozumitelnější, když se ukáže. Mimo to, že gesta dokreslují sdělenou informaci, mohou někdy vyjadřovat i pravý opak. Tuto ambivalenci je pak nesnadné správně interpretovat. Příklad: Po drobné opravě automobilu jsme se na dotaz o ceně dozvěděli, že to „nic “nestojí, ale ruka obrácená dlaní nahoru zároveň říkala „dej“.
Pro správné pochopení toho, co nám gesta sdělují, je třeba vzít v úvahu kulturní kontext. Italové například živě gestikulují, i když naslouchají, a tyto pohyby nemusejí znamenat snahu o vstup do hovoru, je to z jejich strany forma ujištění o stejném náhledu na věc atp. Arabové často gestikulují celým tělem, zatímco Angličané při hovoru vykazují jen drobnou gestikulaci rukama.

## Etologie
Zejména společensky žijící živočichové dávají gesty najevo své vnitřní rozpoložení (strach, radost, útočnost a podobně). Gesta jsou druhově specifická a jsou předmětem studia etologie. Také u člověka známe řadu mimovolných gest, jako je například zdvižené obočí, svraštěné čelo, pohyby rukou v reakci na nějakou událost. Rozpřažené ruce vyjadřují přátelské přijetí, založené ruce ostych a odstup. Některá lidská gesta se patrně vyvinula z gest primátů – například úsměv, polibek nebo gesta imponování („ramena“). Zvláštním druhem gesta je pozdrav – u člověka, úklona, pokynutí rukou, zdvořilý úsměv a podobně. Totalitní režimy 20. století zaváděly specifické pozdravy rukou – napřažená pravice, zdvižená pěst.

## Rozdělení a typy gest
Za gesta bývají považovány zpravidla pohyby částí těla, nejčastěji rukou nebo hlavy (kývnutí, potřásání, kroucení hlavou).
Američtí psychologové Paul Ekman a Wallace V. Friesen vydali v roce 1969 studii s názvem The repertoire of nonverbal behavior: Categories, Origins, Usage, and Coding. V této práci rozlišují a popisují pět kategorií neverbálního chování. Tato obecná klasifikace bývá též aplikována na gesta:
1. Emblémy (emblems) - ty neverbální akty, které mají přímý slovní překlad nebo verbální definici, která je pro všechny členy skupiny pochopitelná
2. Ilustrátory (illustrators) - pohyby, které přímo souvisejí s řečí a slouží k ilustraci toho, co je řečeno ústně
3. Projevy afektu (affect displays) - některé pohyby těla jsou afektivním projevem, například reakce leknutí
4. Regulátory (regulators) - chování, které udržuje a reguluje způsob mluvení a naslouchání mezi několika lidmi
5. Adaptéry (adaptors) - pohyby, které jsou naučené jako součást adaptačního procesu (např. pro zvládání emocí)

DeVito gesta dělí do čtyř skupin:
1. Ilustrátory - doprovázejí a ilustrují slovní sdělení; používají se k naznačení tvaru, charakteru nebo velikosti předmětu, o kterém je řeč.
2. Afektivní projevy - vyjadřují emoce; jsou to například mimické projevy (úsměv, zamračení), určité formy gestikulace či pohyby celého těla
3. Regulátory - signály, které regulují řeč nebo jednání; například přikývnutí jako signál, že druhý může pokračovat v řeči
4. Adaptéry - slouží k uspokojení nějaké potřeby; například poškrábání, odhrnutí vlasů, cvakání propiskou

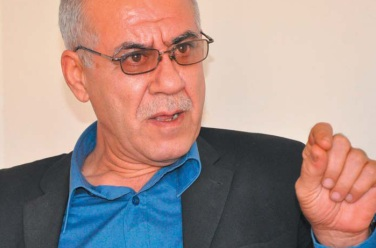
Ilustrátor - znázornění velikost
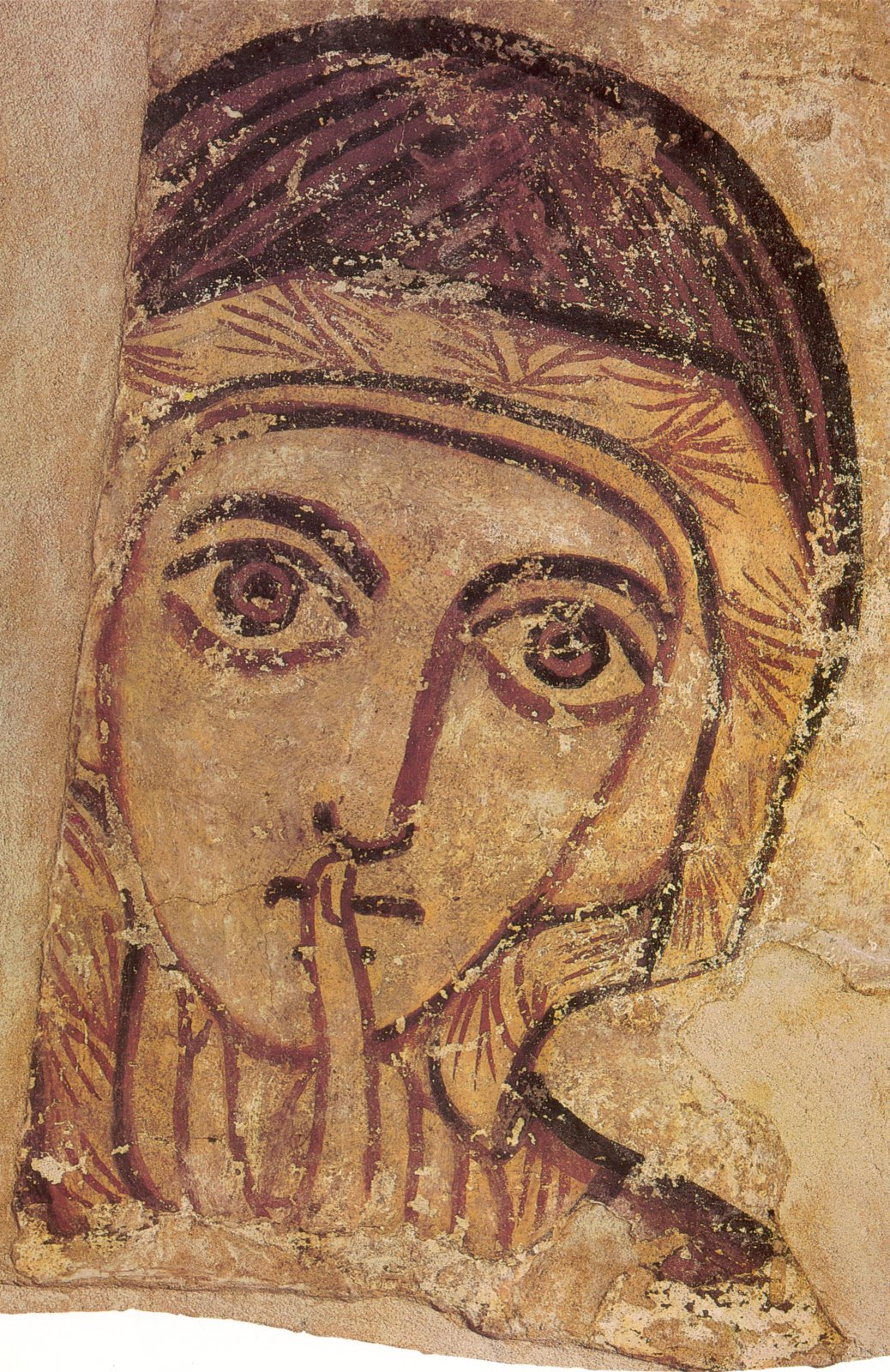
Regulátor - Tiše!
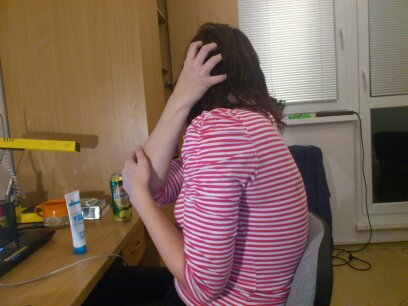
Adaptér - poškrábání

## Doprovodná gesta
|  |  |  |  |

## Význam gest
Řada gest s pevně stanovenými významy (emblémy dle Ekmana a Friesena či symbolická gesta) je rozšířená mezinárodně, některé gestické formy ale mají v různých kulturách odlišný význam, výjimečně i protichůdný. Při vyjadřování gest je potřeba dát si pozor na to, v jaké kultuře se člověk nachází. Je potřeba si uvědomit některé rozdíly.
Příklad:
- Většina národů má kývnutí hlavou vpřed za souhlas, a zavrtění (otáčení) hlavy za nesouhlas, kdežto Bulhaři naopak.

## Příklady gest
- pozdravy
  - mávání rukou, případně s předmětem do strany obecný pozdrav,
  - mávání rukou směrem k adresátovi - vřelé rozloučení
  - zdvižení ruky s roztaženou dlaní - lehký pozdrav
  - salutování: napřímenou rukou ke spánku - pracovní pocta
  - úklona, poklona, pukrle - úcta a poděkování
- vzdávání
  - zdvižení obou rukou s otevřenými dlaněmi - vzdávám se
  - pokývnutí hlavou - souhlas
- pochvaly
  - sevřená pěst se zdviženým palcem - O.K., v pořádku, výborně
  - rozevřená ruka s ukazovákem a palcem do kroužku - výborně, skvěle
  - stranový vodorovný pohyb rukou s dolů rozevřenou dlaní - hotovo, konec
- otázky, nejasno
  - pokrčení (pozdvižení) ramen - nevím
  - pokrčení ramen se zdvihem obočí - zdůrazněné, překvapené nevím
  - pokrčení ramen s kývnutím hlavou - snad ano, ale nevím
  - pokrčení ramen s pozdvižením rukou s roztaženými prsty - otázka
  - kývání hlavou do stran - nejasno,
- odmítnutí
  - kroucení (otáčení do stran) hlavou - nesouhlas, odmítnutí
  - kývání zdvižené ruky s otevřenou dlaní - odmítnutí
- výhrůžka
  - zdvižení zaťaté pěsti, případně s pohybem nebo přiložením na místo úderu (na ukazujícím nebo i na adresátovi)
  - kopnutí směrem k pozorovateli (adresátovi)
- pokyny, výzvy
  - zdvižená ruka (ruce) s otevřenou dlaní (proti pozorovateli)
  - vodorovné točení zdvižené schoulené ruky - zdvih
  - svislé točení zdvižené schoulené ruky - start motorů. připravit
  - mávání paží s otevřenou rukou ve směru dlaně - urychlit pohyb v tomto směru dlaně
  - mávání otevřenou rukou ve směru dlaně dolů - zpomalit, brzdit
- řečnictví, mluva
  - směřování obličeje - konkrétní adresování
  - opakované přesunování směru pohledu - adresuje všem
  - zdvižení rukou - upoutávání pozornosti
  - zdvižený ukazovák - upozornění, varování
- sezení
  - na kraji sedadla - nakrátko, nesměle
  - s předklonem - naléhavě
  - plně opřeně - suverénně, pán situace
  - noha přes nohu - klid